# Rue du Printemps (Paris)
Pour les articles homonymes, voir Rue du Printemps.
La rue du Printemps est une voie du 17e arrondissement de Paris, en France.

## Situation et accès
La rue du Printemps est une voie publique située dans le 17e arrondissement de Paris entre le quartier des Batignolles et celui de la Plaine Monceau . Elle débute au 98, rue de Tocqueville et se termine au 27, boulevard Pereire.
Le quartier est desservi par les lignes 3 à la station Wagram ou Malesherbes et 14 à la station Pont Cardinet. La gare de Pont-Cardinet de la ligne L du Transilien se situe aussi non loin de là.

## Origine du nom
Cette voie porte ce nom car elle a été ouverte sur les terrains et par la société propriétaire des grands magasins du Printemps.

## Historique
Les fondateurs des grands magasins du Printemps en sont les créateurs : ils obtinrent des Frères Pereire le terrain proche de la gare de Pont-Cardinet, au 19° siècle, pour y bâtir des entrepôts et des maisons de rapport. Malgré les bruits et les fumées des machines à vapeur venues de la gare voisine, les habitants commencent à s'installer. Cette voie est ouverte sous sa dénomination actuelle en 1886 puis est classée dans la voirie parisienne par un décret du 18 octobre 1888.

## Bâtiments remarquables, et lieux de mémoire

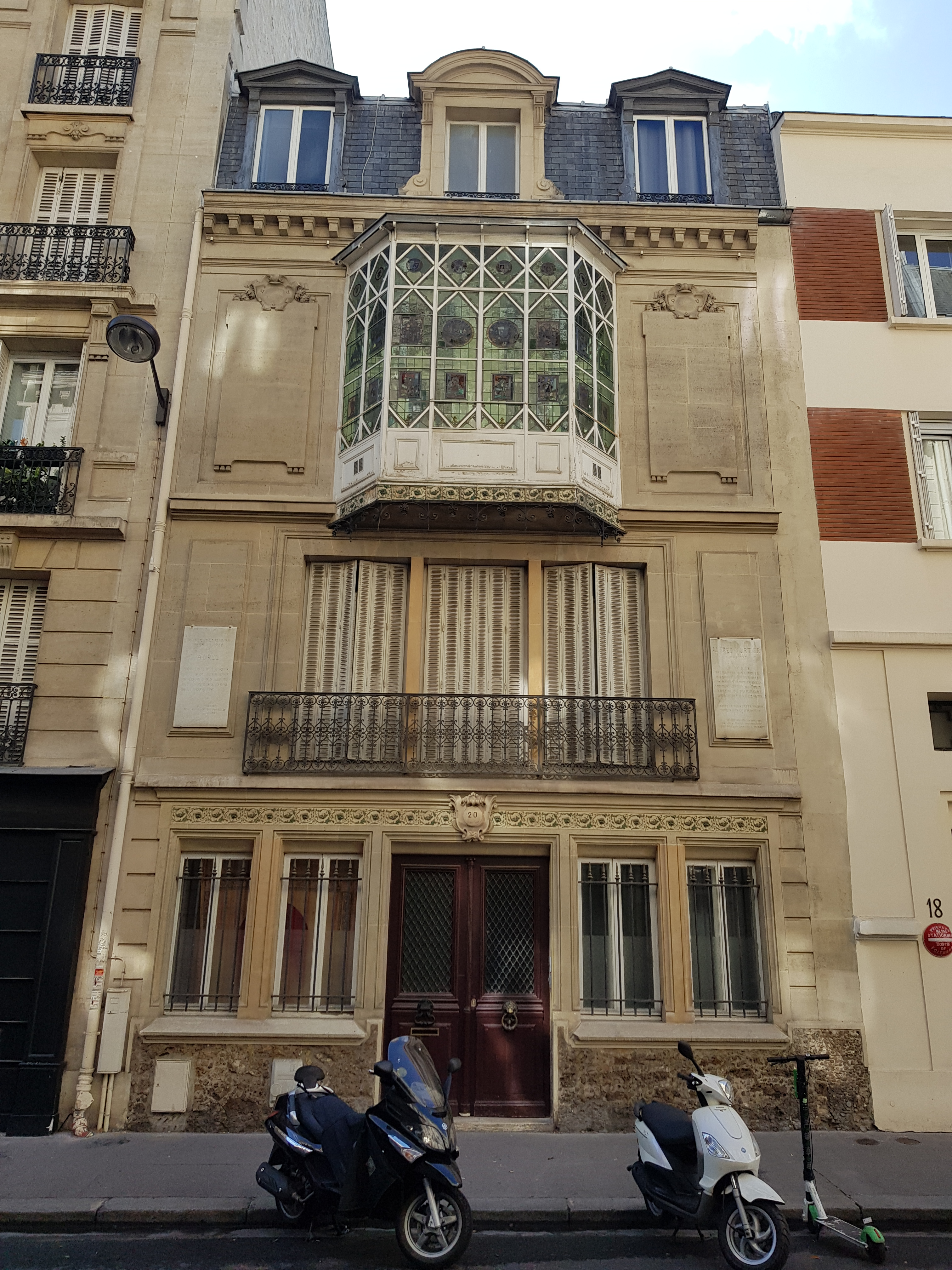
No 20.

Outre ses très beaux immeubles post-haussmanniens, la rue du Printemps compte quelques très jolis hôtels particuliers.
- No 1 : en octobre 1906, Roger Martin du Gard, jeune marié, s'installe à cette adresse avec son épouse[1].

Le quartier environnant a également une riche histoire culturelle. Par exemple, l'École Normale de Musique de Paris, fondée par Alfred Cortot, a emménagé en 1927 dans un hôtel particulier construit en 1881 par l'architecte Léopold Cochet pour le comte Rozars.
Ainsi, la rue du Printemps et ses environs témoignent de l'évolution urbaine et culturelle de Paris à la fin du XIXᵉ et au début du XXᵉ siècle.